# フラッシュロブ
フラッシュロブ (flash rob) は、多数者の犯行による犯罪 (multiple offender crime)、あるいは、フラッシュモブ強盗 (flash mob robbery) とも称される、組織的な窃盗であり、集団をなした参加者たちが小売店やコンビニエンスストアなどに大量に押し入り、商品やその他のものを盗む行為をいう。典型的な場合、こうした事態においては店員なり従業員は多数の参加者たちに即座に圧倒されてしまい、盗みの行為を阻止することができない。
全米小売業協会 (NRF) は、こうした犯罪行為を「フラッシュモブ」ではなく「フラッシュモブの戦術 (flash mob tactics)」を用いた「多数者の犯行による犯罪」だとしている。NRF は、報告書の中で、「多数者の犯行による犯罪は、既に互いに顔見知りの未成年の集団ないしギャングが関わっていることが多く、＜フラッシュモブ＞という表現には当てはまらない」と指摘している。
アメリカ合衆国では、2011年4月にワシントンD.C.で起きたフラッシュロブをきっかけに、流行が始まったとされる。他にも、イリノイ州シカゴ、オレゴン州ポートランドテキサス州ヒューストン、フロリダ州ジャクソンビル、メリーランド州ジャーマンタウン、カリフォルニア州サンフランシスコ、カリフォルニア州ウォールナットクリーク、カリフォルニア州ビバリーヒルズなどでフラッシュロブが発生している。当初は、高級洋品店などが被害に遭っていたが、やがてコンビニエンスストアなどに被害が及ぶようになった。
一部のフラッシュロブは、暴力的事態に及んでいるが、ほとんど事例は非暴力的なものだとする説もあり、現金を強奪するよりも、「数ドルの商品を店の棚からつかみとる方を好んでいる」とも言われている。

## 語源
このような行為を指してマス・メディアがよく使う表現が「フラッシュロブ」であり、これはフラッシュモブをもじったもので、人々の集団が素早く集まり、非日常的で無意味な行為をおこなって、解散することを踏まえている。
「ロブ (rob)」は英語で「強奪する」という意味の動詞であり、これを名詞に置き換えた「フラッシュ・ロバリー / フラッシュ強盗 (flash robbery)」という表現が用いられることもある。